# جيانوتري
جيانوتري (بالإيطالية:Giannutri) هي جزيرة صغيرة في البحر البحر التيراني قبالة ساحل توسكانا، إيطاليا؛ وتقع في أقصى الجنوب من أرخبيل ارخبيل توسكان وهي منطقة من مجتمع إيزولا ديل جيليو في مقاطعة غروسيتو.

## جغرافيا
كانت جيانوتري معروفة باسم ديانيوم من قبل الرومان، وارتميزيا من قبل الإغريق؛ لها شكل هلال الذي يشكل خليج سبالماتيو ويقع على بعد 16 كيلومترًا (9.9 ميل) جنوبًا شرقًا من جزيرة جيليو و 17.6 كيلومترًا (10.9 ميل) من بورتو إركول، للجزيرة محيط ساحلي يبلغ 11 كم (7 ميل)، وتمتد على بعد حوالي 2.8 كم (2 ميل) من بونتا ديل كابو روسو إلى بونتاسيكا (من الشمال إلى الجنوب) و 2 كم (1 ميل) من بونتا سان فرانشيسكو إلى بونتا ديلا سالفيزا (الغرب والشرق)، التربة جيرية ولها سواحل صخرية وعرة مع مداخل وكهوف بشكل رئيسي في الجزء الجنوبي تقطعها فقط شاطئان يسميان كالا ديلو سبالماتيو (في الشمال الشرقي) وكالا مايسترا (في الشمال الغربي) حيث توجد المراسي، تحتوي المناظر الطبيعية للجزيرة على ثلاثة تلال: بوجيو ديل كانوني (83 م) ومونتي ماريو (78 م) في الجزء الشمالي وبوجيو كابيل روسو (93 م)، الأعلى في الجنوب حيث توجد المنارة.

## النباتات
نباتات الجزيرة هي نباتات عالية من ماكياالبحر الأبيض المتوسط في الجزء الشمالي والتي تصبح غريغ في الجنوب. نباتات مثل شاي، ميرتل، الفستق، الحارس الزائف، نبق البحر الأبيض المتوسط، العرعر الفينيقي والليمون السوميريان لا يعرف إلا في جزيرة جيليو ومونتي كريستو، تنمو في الجزيرة. ساعد المناخ المعتدل على نمو النباتات مثل الفربيون وأشجار النخيل وبساتين الفاكهة البرية. تتواجد النباتات البحرية بكثرة في الإسفنجيات والمرجان الأسود والمرجان الأحمر.

## الحيوانات
الجزيرة مثل كل جزر أرخبيل توسكان، هي مكان تتوقف فيه هجرة الطيورعلى طول حركتها الموسمية من الشمال إلى الجنوب. نورس أودوين، البفن يلكوان، قمح غربي ذو أذنين سوداء، طائر مارمورا والتشعث الأوروبي منتشر في الجزيرة.

## تاريخ
ذكر جيانوتري من قبل بليني الأكبر في كتابه تاريخ طبيعي ومن قبل الجغرافي اللاتيني بومبوريو ميلا في كتابه الكوريغرافيا. كانت الجزيرة مأهولة من قبل الرومان والتي هي بقايا فيلا رومانية رائعة أعيد افتتاحها في 2 يوليو 2015. تم التخلي عن جيانوتري لأسباب غامضة من القرن الثالث حتى عام 805 عندما تبرع شارلمان لبعض الأراضي لدير تري فونتان، بما في ذلك الجزيرة التي عادت ليسكنها الرهبان القرويون وبعض النساك.
في القرون التالية، تم تعيين الجزيرة من قبل امفاتيسيس لعائلة الدوبرانديشي في سوفانا في عام 126، إلى أورسيني من بيتيجليانو في 15 يونيو 1410 سيينا في 12 أغسطس 1452 من قبل جائزة البابا جائزة البابا نيكولاس الخامس. تغيرت الجزيرة عدة مرات من الحكم: الإسبانية والفرنسية والألمانية وأصبحت في بعض الأحيان ملجأ للقراصنة والعرب حتى معاهدة معاهدة لونيفيل التي خصصت جيانوتري لمملكة إتروريا في عام 1801، وبعد ذلك إلى دوقية توسكانا الكبرى حتى توحيد إيطاليا في 1861.
في عام 1806 تم إرسال حامية عسكرية صغيرة في الجزيرة. في 10 مايو 1809، هبطت مجموعة هبوط من اتش ام اس سيهورس واتش ام اس هاليسون على بيانوسا وجيانوتري. دمرت مجموعة الإنزال حصون العدو وأسر حوالي 100 أسير خلال أربع ساعات من القتال حيث كانت الخسائر البريطانية كانت مقتل جندي من مشاة البحرية وجرح آخر.
تبرع وزير المالية كوينتينو سيلا، بمرسوم ملكي بالجزيرة إلى كومين جيجليو في عام 1865 من أجل تسوية مزرعة.
في عام 1908 باعت كومون الجزيرة لعائلة روفو ديلا سكالا التي ظلت مالكها حتى وفاة الأمير روفو. في الستينيات والسبعينيات من القرن الماضي أدى الاستثمار العقاري إلى تغيير جذري في الجزيرة؛ في غضون بضع سنوات تم بناء منتجع لقضاء العطلات في كالا سبالماتيو والعديد من المنازل المنتشرة في جميع أنحاء الجزيرة. أعلن شركة بورتو رومانو إفلاسها واضطر العديد من مالكي المنازل إلى تشكيل مجتمع يسمى تحالف جيانوتري الحرمن أجل إدارة الجزيرة.

## فيلا رومان
تم بناء فيلا دوميزيا، المعروفة أيضًا باسم فيلا دوميتيا، على الأرجح في القرن القرن الأول أو الثاني من قبل جناوس دوميتيوس أهينوباربوس الذي كان مالك الجزيرة. تقع الفيلا في الجزء الأوسط من الجزيرة على ارتفاع قريب من بونتا سكاليتا وكالا مايسترا؛ تقع الفيلا ومرفقاتها تحت سيطرة وزارة التراث الثقافي الإيطالية. تم استخدام الغرف كمسكن والأخرى في أعلى مستوى يمكن الوصول إليه عن طريق السلالم؛ على نفس المستوى كان هناك شرفة لمشاهدة ساحل أرجنتاريو، في الجزء الخلفي من الحي السكني توجد بقايا مبنى طويل به 8 غرف محاذية، من المحتمل أن يستخدمها الرهبان كدير ومنذ ذلك الحين تسمى كونفنتاتشو.
تتصل الفيلا بـكالا ميسترا من خلال مجموعة من السلالم. تم وضع كاليداريوم المكون من غرفة مستطيلة يمر من جدرانها الهواء الدافئ، في منتصف الطريق بين الفيلا وكالا ميسترا وتم تزيينه بأرضية من الرخام والفسيفساء. بنى الرومان مرفأً صغيراً ورصيفاً في كالا مايسترا يقطعون الصخور من أجل الحصول على مساحة أكبر، تم تزويد الفيلا بخزان لجمع مياه الأمطار حيث أن الجزيرة تفتقر إلى الينابيع. يتم جمع المياه التي تنتجها محطة التحلية اليوم في نفس الخزان. في الثمانينيات من القرن الماضي، تم بناء مهبط طائرات قصير عشبي واستخدم لفترة قصيرة في بونتا سان فرانشيسكو وتم التخلي عنه لاحقًا.

## حديقة وطنية
تقع الجزيرة والمناطق البحرية المجاورة لها داخل منتزه أرسيبيلاجو توسكانو الوطني والمحمية البحرية. الجزيرة مملوكة بشكل أساسي للقطاع الخاص، وبعض المناطق مملوكة لوزارة البيئة الإيطالية وهي تشارك في برنامج إدارة المناطق الساحلية الصادر عن وزارة البيئة.